# Fons Van Brandt
Alfons (Fons) Van Brandt (Kessel, 24 september 1927 – Lier, 24 augustus 2011) was een Belgisch voetballer. Hij speelde in zijn carrière voor slechts twee clubs: Kessel en Lierse SK. Na zijn loopbaan als speler bleef hij Lierse van dichtbij volgen als cafébaas van Café Sportman (later Café Belfast). Hij won de Gouden Schoen in 1955.

## Clubcarrière
Van Brandt begon zijn carrière bij de jeugd van FC Kessel, maar nadat er na de oorlogsjaren geen geld meer was voor de jeugdploegen verhuisde hij naar Lierse. De linksachter debuteerde bij de eerste ploeg op zijn 18e en bleef daar spelen tot het einde van zijn spelerscarrière. Hij moest stoppen omdat zijn knie het begaf en maakte het kampioenschap van 1960 niet meer mee als actieve speler.

## Carrière bij de nationale ploeg
Fons Van Brandt speelde 38 interlands. Zijn debuut maakte hij op 12 november 1950 in de met 7-2 gewonnen wedstrijd tegen Nederland. Fons is vooral bekend omdat hij 2 keer tegen Stanley Matthews (destijds een van de beste spelers ter wereld) speelde. De eerste keer was op het Wereldkampioenschap voetbal 1954 in Zwitserland tegen Engeland. Hij speelde tegenover Matthews, die een kwartier voor tijd van flank wisselde omdat hij aan Van Brandts kant er niet aan te pas kwam. De partij eindigde in een 4-4 gelijkspel; het eerste gelijkspel van België in een wereldbekerwedstrijd.
De tweede keer was een jaar later in Belfast. Hij was opgenomen in de Continentale Selectie en mocht een wedstrijd spelen tegen Engeland. Daar verdedigde hij alweer uitstekend tegen Matthews. De wedstrijd werd met 4-1 gewonnen. De kranten waren onder de indruk. "Van Brandt loopt bijna zo snel achterwaarts als voorwaarts, geen wonder dat ze hem oppikten om Matthews te bewaken", schreef een Engelse krant. En het Franse blad L'Equipe vond dat hij bij de beste 4 spelers van de Continentale Selectie hoorde. Na die match veranderde Fons zijn cafénaam in Café Belfast, naar de plaats waar de match plaatsvond.

## Gouden Schoen 1955
Voor de Gouden Schoen in 1955 was Fons Van Brandt favoriet, samen met Antwerpmonument Vic Mees. Van Brandt speelde heel regelmatig bij zijn club Lierse maar heeft zijn gouden schoen vooral te danken aan de match in Belfast, beschreven in bovenstaande alinea. Na zijn verkiezing zei hij in Het Laatste Nieuws: "'t Is tijd dat die uitslag bekend is want ik kon er al niet meer van slapen". De Gouden Schoen die hij in goud liet omzetten was de schoen waarmee hij in Belfast speelde.
Van Brandt overleed op 83-jarige leeftijd.
1954: Rik Coppens · 1955: Fons Van Brandt · 1956: Vic Mees · 1957: Jef Jurion · 1958: Roland Storme · 1959: Lucien Olieslagers · 1960–61: Paul Van Himst · 1962: Jef Jurion · 1963: Jean Nicolay · 1964: Wilfried Puis · 1965: Paul Van Himst · 1966: Wilfried Van Moer · 1967: Fernand Boone · 1968: Odilon Polleunis · 1969: Wilfried Van Moer · 1970: Wilfried Van Moer · 1971: Erwin Vandendaele · 1972: Christian Piot · 1973: Maurice Martens · 1974: Paul Van Himst · 1975: Johan Boskamp · 1976: Rob Rensenbrink · 1977: Julien Cools · 1978: Jean-Marie Pfaff · 1979: Jean Janssens · 1980: Jan Ceulemans · 1981: Erwin Vandenbergh · 1982: Eric Gerets · 1983: Frank Vercauteren · 1984: Enzo Scifo · 1985–86: Jan Ceulemans · 1987: Michel Preud'homme · 1988: Lei Clijsters · 1989: Michel Preud'homme · 1990: Franky Van der Elst · 1991: Marc Degryse · 1992: Philippe Albert · 1993: Pär Zetterberg · 1994: Gilles De Bilde · 1995: Paul Okon · 1996: Franky Van der Elst · 1997: Pär Zetterberg · 1998: Branko Strupar · 1999: Lorenzo Staelens · 2000: Jan Koller · 2001: Wesley Sonck · 2002: Timmy Simons · 2003: Aruna Dindane · 2004: Vincent Kompany · 2005: Sérgio Conceição · 2006: Mbark Boussoufa · 2007: Steven Defour · 2008: Axel Witsel · 2009: Milan Jovanović · 2010: Mbark Boussoufa · 2011: Matías Suárez · 2012: Dieumerci Mbokani · 2013: Thorgan Hazard · 2014: Dennis Praet · 2015: Sven Kums · 2016: José Izquierdo · 2017: Ruud Vormer · 2018–19: Hans Vanaken · 2020: Lior Refaelov · 2021: Paul Onuachu · 2022: Simon Mignolet · 2023: Toby Alderweireld · 2024: Hans Vanaken